# Yuri Slobodkin Maksimovich
Yuri Slobodkin Maksimovich - (nascido em 7 de novembro de 1939 em Smolensk, Rússia ) PhD, Professor Associado  Foi o advogado, no caso do PCUS em 1992, no Tribunal Constitucional da Rússia Nega a culpabilidade da URSS no Massacre de Katyn e põe em dúvida a autenticidade os documentos pertinentes apresentadas pela acusação no Tribunal Constitucional.

## Biografia
Em 1965 graduou-se em Direito no Instituto de Sverdlovsk. Em dezembro de 1965, foi eleito juiz do povo na cidade de Solnechnogorsk, na região de Moscou. Em 1976 ele se tornou presidente daquele tribunal. Em 1972, ele defendeu a sua tese no Instituto de Direito.
A partir de 1983 - Professor Associado do Departamento de Direito do Instituto Nacional de Tecnologia Eletrônica de Moscou. Em dezembro de 1989 obteve qualificação no Colégio de Juízes da Região de Moscou e foi eleito seu presidente. Entre 1990 e 1993 pertencia ao Partido dos Comunistas da Rússia, bem como a Comissão Constitucional do Congresso dos Deputados do Povo.
A partir de Novembro de 1991 é membro do Partido Comunista Operário Russo.
A atividade científica: questões de direito penal, direito constitucional, direito penal executivo. Leciona a disciplina "O Direito Constitucional da Federação da Rússia" e "Direito Constitucional de Países Estrangeiros" no Instituto de Tecnologia Eletrônica de Moscou.
Quando nega a autenticidade dos documentos sobre o Massacre de Katyn. No artigo "Como e por que os nazistas fuzilaram oficiais poloneses", de 2005 argumentou que a falsificação infame foi realizada pelo atual regime da Rússia
No filme de Yury Mukhin Ignat'evich "O truque de Katyn" (Parte 3)  argumenta que, foram encontrados "absurdos flagrantes" na nota manuscrita  Shelepin. Ele insistiu que "a nota Beria e a reunião do Politburo, relacionadas com a execução de cidadãos polacos, é uma da mesma data - 5 de março de 1940, que, na sua opinião, tecnicamente não seria possível, pois entre esses eventos haveria o intervalo de 5 ou 6 dias. Escreveu uma carta para B. Baghlan pedindo para reconsiderar a transcrição do Tribunal Constitucional, quando disse:
"Basta uma falsificação - para mim, como um advogado - dizer que todos que estão tentando imputar à liderança política da União Soviética e nos acusam, a União Soviética e a Rússia, do tiro nos oficiais poloneses, de participarem de uma fabricação vicioso". 
É casado e pai de três filhos.